# Sobralia dissimilis
Sobralia dissimilis är en orkidéart som beskrevs av Robert Louis Dressler. Sobralia dissimilis ingår i släktet Sobralia och familjen orkidéer. Inga underarter finns listade i Catalogue of Life.